# Michael Maier

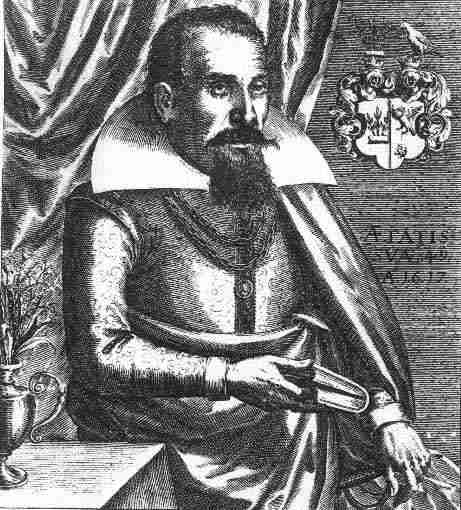
Michael Maier, gravură din 1617 de Matthäus Merian.

Michael Maier  (n. 1568 - d.1622), a fost un alchimist, medic, poet și filozof german.

## Biografie
Michael Maier s-a născut în 1568 la Rendsburg, în ducatul Holstein, pe teritoriul actualului land Schleswig-Holstein, situat în nordul extrem al Germaniei, în apropierea graniței cu Danemarca. De altfel, în vremea respectivă regiunea se afla sub suzeranitate daneză. Împânzită cu orașe-port la Marea Baltică, precum Kiel, Lübeck sau Rostock, care formaseră în epoca medievală așa-numita Liga Hanseatică, această regiune era puternică și prospera din punct de vedere economic, iar această posteritate adusese cu sine o înflorire și în celelalte domenii.
În copilărie, Michael a primit o educație umanistă, bazată în principal pe studiul limbii latine și a literaturii antice. În acest context, nu e de mirare că începe să compună el însuși poezii în limba latină. Între 1587 și 1591, Maier urmează cursurile Universității din Rostock, la acea vreme cea mai prestigioasă instituție de învățământ superior din regiune. Aici, Michael a studiat fizica, matematica, logica, astronomia și medicina, dar în 1591 a revenit acasă fără să își fi susținut examenele finale și să fi intrat în posesia diplomei. A stat acasă câteva luni, perioadă în care a scris două poeme în limba latină, dedicate familiei Rantzau, protectorii tatălui său.
În 1592 și-a reluat studiile, de această dată la Universitatea din Frankfurt pe Oder, unde și-a obținut și licența. Concomitent, a continuat să scrie poeme în limba latină, sub numele de Hermes Malavici (o anagramă a numelui său real, sub forma latină de Michael Maiervs). Studiile nu s-au oprit însă odată cu obținerea licenței, ci a frecventat în continuare cursurile universității din Padova și apoi ale celei din Basel, unde și-a obținut titlul de doctor în medicină, în 1596. La numai un an dupa ce devenise doctor, în 1597, Maier revenise aproape de casă, la Rostock, unde practică medicina. Apoi, pentru o scurtă perioadă de timp, și-a exercitat meseria în alte două orașe de la Marea Baltică: Danzig și Konigsberg.
Din primii ani ai secolului al XVI-lea datează și interesul său pentru alchimie, care îl conduce, în cele din urmă, spre curtea de la Praga a lui Rudolf al II-lea al Sfântului Imperiu Roman. Ajuns în capitala Imperiului în 1608, peste numai un an devine medic al curții și, mai ales, consilierul personal al împăratului Rudolf. În anii petrecuți alături de Rudolf al II-lea - aflat deja spre sfârșitul domniei, în perioada în care puterea fratelui său, arhiducele Matthias, devenea tot mai mare - Maier dispune atât de timpul, cât și de fondurile și de susținerea necesară pentru a se dedica cercetărilor alchimice și descifrării tainelor naturii în general și ale naturii umane și ale posibilităților ființei umane de perfecționare, în special.
După moartea împăratului Rudolf al II-lea, Maier și-a continuat studiile în domeniul ocultismului, dar a prins și gustul vieții de la curțile regale. Prin urmare, a petrecut un timp în Anglia, la curtea lui Iacob I, apoi în Germania, pe lângă principele de Nassau, un alt mare protector al alchimștilor, chiar dacă nu beneficia de puterea, bogăția și influența lui Rudolf al II-lea. Ca urmare a studiilor desfășurate începând din primii ani ai secolului al XVI-lea, Maier publica, în 1617, "Atalanta fugiens", lucrare de alchimie care cuprindea nu numai epigrame și discursuri, ci și imagini și cincizeci de compoziții muzicale, numite fugi. În 1619, Michael Maier devenea medicul principelui Moritz von Hessel-Kassel, iar în 1620 își stabilea resedința la Magdeburg, unde a continuat să practice medicina. Aici avea să și înceteze din viață, în 1622, în vârsta de numai 54 de ani, lăsând în urma sa mai multe studii nepublicate.

## Opera
- Arcana arcanissima, hoc est, Hieroglyphica AEgyptio-Graeca: vulgo necdum cognita, ad demonstrandam falsorum apud antiquos deorum, dearum, heroum, animantium, et institutorum pro sacris receptorum, originem, ex uno AEgyptiorum artificio, quad aureum animi et Corporis medicamentum peregit, deductam: unde tot poetarum allegoriae, scriptorum narrationes fabulosae et per totam encyclopaediam errores sparsi clarissima veritatis luce manifestantur, suaque tribui singula restituuntur, sex libris exposita. London: Creede, 1614.
- De Circulo physico, quadrato: Hoc est, de Auro ejusque virtute medicinali, sub duro cortice instar nuclei latente, an et qualis inde petenda sit tractatus haut inutilis. Oppenheim: Lucas Jennis, 1616.
- Symbola aureae mensae duodecim nationum, hoc est Hermaea seu Mercurii festa ab heroibus duodenis selectis, artis chymicae usu, sapientia et authoritate paribus celebrata, ad Pyrgopolynicen seu adversarium illum tot annis jactabundum, virgini Chemiae injuriam argumentis tam vitiosis quam convitiis argutis inferentem, confundendum et exarmandum, artifices vero optime de ea meritos suo honori et famae restituendum. Frankfurt a. M: Lucas Jennis, 1617.
- Atalanta Fugiens, hoc est, Emblemata Nova de Secretis Naturae Chymica, Accommodata partim oculis et intellectui, figuris cupro incisis, adjectisquesententiis, Epigrammatis et notis, partim auribus & recreationi animi plus minus 50 Fugis Musicalibus trium Vocum, quarum duae ad unam simplicem melodiam distichis canendis peraptam, correspondeant, non absq; singulari jucunditate videnda, legenda, meditanda, intelligenda, dijudicanda, canenda et audienda. Oppenheim: Johann Theodori de Bry, 1617.
- (ed.), Tripus Aureus, hoc est, Tres Tractatus Chymici Selectissimi, nempe; I. Basilii Valentini, Benedictini Ordinis monachi, Germani, Practica vna cum 12. clauibus & appendice, ex Germanico; II. Thomas Nortoni, Angli Philosophi Crede Mihi seu Ordinale, ante annos 140. ab authore scriptum, nunc ex Anglicano manuscripto in Latinum translatum, phrasi cuiusque authoris vt & sententia retenta; III. Cremeri cuiusdam Abbatis Westmonasteriensis Angli Testamentum, hactenus nondum publicatum, nunc in diuersarum nationum gratiam editi, & figuris cupro affabre incisis ornati opera & studio. Frankfurt a. M.: Lucas Jennis,1618.

## Traduceri în limba română
- Michael Maier, "Atalanta fugiens. Emblemele filosofice ale secretelor naturii", Traducere, cuvânt introductiv și note: Marius Cristian Ene și Gabriela Nica, Editura Herald, Colecția Quinta Essentia, București, 2010, 288 p., ISBN 978-973-111-166-7